# لوري جي. ماركس
لوري جي. ماركس (بالإنجليزية: Laurie J. Marks)‏ (27 مارس 1957، مقاطعة أورانج في الولايات المتحدة)؛ كاتِبة وروائية أمريكية.